# دانشگاه آزاد اسلامی واحد فردوس
دانشگاه آزاد اسلامی واحد فردوس یکی از واحدهای دانشگاه آزاد اسلامی است که در شهر فردوس واقع است.
این دانشگاه، در سال ۱۳۶۶ با حدود ۶۰ نفر دانشجو در رشتهٔ دبیری زبان و ادبیات فارسی آغاز به کار کرد.
هم‌اکنون حدود ۱٬۳۰۰ دانشجو در ۵ رشته کارشناسی ارشد، ۱۱ رشته کارشناسی و ۱۴ رشته کاردانی در این دانشگاه به تحصیل مشغولند.

## رشته‌های تحصیلی
این دانشگاه دارای ۵ رشته در مقطع دکتری، ۱۹ رشته در مقطع کارشناسی ارشد و رشته‌های تحصیلی مختلف در مقاطع کارشناسی و کاردانی است.

### دوره دکتری
آبیاری و زهکشی
اصلاح نباتات
مهندسی کامپیوتر-سیستم‌های نرم‌افزاری
مهندسی کامپیوتر-سیستم‌های نرم‌افزاری

### کارشناسی ارشد
هوش مصنوعی، مهندسی نرم‌افزار کامپیوتر، مهندسی آبیاری و زهکشی، مهندسی سازه‌های آبی، مهندسی مدیریت منابع آب، دبیری زبان و ادبیات فارسی.
کارشناسی ناپیوسته
مهندسی آب، حسابداری، مهندسی نساجی، مهندسی کامپیوتر، مهندسی عمران، آموزش و پرورش ابتدایی

### کارشناسی پیوسته
پرستاری (مرد و زن)، حقوق، مهندسی عمران، مهندسی کامپیوتر، مهندسی آب، دبیری زبان و ادبیات فارسی
کاردانی ناپیوسته
نرم‌افزار کامپیوتر، سخت‌افزار کامپیوتر، عمران ساختمان، تربیت بدنی، کارگردانی تئاتر، ادبیات نمایشی، برق الکترونیک، آموزش و پرورش ابتدایی، امور مالی و مالیاتی
کاردانی پیوسته
نقشه‌کشی معماری، کامپیوتر، حسابداری، بهداشت مدارس، عمران ساختمان